# 側面開放
側面開放（そくめんかいほう、lateral release）は、子音の発音時に舌の側面部分を開放して発音すること。
国際音声記号(IPA)では、これを ˡ という記号をつけることで表す。